# 罗明远
罗明远，CC（Robert Baird McClure，1900年11月23日—1991年11月10日），加拿大医生、医疗传教士。1968年至1971年期间担任第23届加拿大联合教会主席。

## 生平
罗明远出生在俄勒冈州波特兰市，是一位医疗基督教传教士罗维灵大夫（William McClure，也译为罗威廉）的儿子。罗维灵大夫在来中国之前，是蒙特利尔总医院的总监，也是加拿大国内著名脑炎和震颤麻痹的诊断与治疗专家。罗明远15岁之前一直在中国生活。
1922年，他从多伦多大学毕业，并取得医学学士学位。1923年至1948年，他到中国河南从事医疗基督教传教士。河南安阳地区的广生医院由加拿大基督教传教士和基督徒医师管理了53年，直到1947年才由中国基督徒接办。河南当时的恩赐医院、博济医院、惠民医院等其他医疗机构也是由加拿大基督徒医生所创办的。 
抗战爆发后，罗明远就任了国际红十字会驻华总管的职位，并在郑州前线一带组织救援工作。就在这段时间，罗明远邂逅了白求恩。罗明远在一次路过潼关时，一位中国军官对他说他们护送的一位加拿大医生失踪了，罗明远立刻骑着自行车到处找，最后找到了烂醉如泥的白求恩。罗明远把白求恩交给了护送部队，两人就此分道扬镳了。一年后白求恩大夫在晋察冀牺牲了，罗明远大夫也随国民政府转战到了大西南，在日军占领东南亚后，他又参与建立从印度穿越喜马拉雅山来华的空中供应线。由于这条线路时常发生空难，他还专门负责救助在这条航线上空难的幸存人员，有时甚至要亲自跳伞到人迹不至的山区现场急救。据他回忆，在这些年中，他几乎每天都冒着生命的危险工作，身上随时带着一把手枪，以及自我急救用的一点血清和吗啡。在这样不稳定的环境中，他居然还实验和提出了一套适合于中国农村的医疗网制度。罗明远大夫当时是印度和中国地区唯一能够使用镭疗治疗癌症的医疗传教士，曾因教会医院照顾八路军伤兵一事和蒋介石夫人宋美龄发生严重争执，导致和国民政府关系破裂。罗明远大夫于1948年返回加拿大后。充沛的精力和坚强的信念驱使他继续踏上为人类解除病痛的征程。他的足迹遍及印度、婆罗洲、埃及、加沙地带、秘鲁、加勒比海和扎伊尔等地区。他于1968年至1971年期间被选为第23届加拿大联合教会主席（Moderator of the United Church of Canada）。1971年，他获得加拿大勋章。
加拿大有一部介绍他事迹的纪录片提到，这些医疗基督教传教士不是为了加拿大的国家利益，而是为了全人类的爱而奉献人生。根据一篇文章的介绍，二十世纪上半叶，在中国各地医院服务的加拿大医护多达一百人。这一大批来自遥远国度的白衣战士，不管他们的信仰如何，都将故乡安謚平和的生活抛之身外，在中国现代史上最严峻的年代中，默默地关怀和照顾着这片苦难土地上的伤弱病残。他们的献身精神和高尚行为，共同谱写下加中历史上最壮丽动人的篇章之一。